# مرصد لاساجرا
مرصد لاساجرا (بالإسبانية: Observatorio Astronómico de La Sagra، مرصد لاساجرا الفلكي) هو مرصد فلكي في مقاطعة غرناطة بإسبانيا.
اكتشف المرصد كويكب «2012 دي أي 14».

## وصلات خارجية
- الموقع الرسمي لمرصد لاساجرا